# ياسر نظمي
ياسر نظمي (مواليد 23 سبتمبر 1973)، لاعب كرة قدم  قطري. لعب مع نادي قطر ومع منتخب قطر لكرة القدم.

## كأس الخليج 2002
سجل هدف في مرمى منتخب الإمارات العربية المتحدة لكرة القدم.

## روابط خارجية
- ياسر نظمي على موقع ناشيونال فوتبول تيمز (الإنجليزية)
- ياسر نظمي على موقع كووورة